# Glossaire de l'électromagnétisme
Glossaire de l'Électromagnétisme
- Haut – A
- B
- C
- D
- E
- F
- G
- H
- I
- J
- K
- L
- M
- N
- O
- P
- Q
- R
- S
- T
- U
- V
- W
- X
- Y
- Z

## A
- abaque de Smith
- absorption
- adaptation d'impédances
- aimant
- aimantation
- ampère (unité)
- amplitude complexe
- anisotropie
- angle de Brewster
- angle de perte
- angle de réfraction limite
- anomalie de Wood
- antenne
  - antennes (formule des)
  - antenne dipolaire
  - antenne cornet
  - antenne doublet accordé
  - antenne filiforme rectiligne
  - antenne parabolique
  - antenne patch
  - antenne Vivaldi
  - antenne Yagi
- antiferromagnétisme
- approximation des régimes quasi stationnaires

## B
- bande de fréquence
  - bande C
  - bande EHF
  - bande ELF
  - bande HF/OC (SW)
  - bande K
  - bande Ka
  - bande Ku
  - bande L
  - bande LF/OL (LW)
  - bande MF/OM (MW)
  - bande Q
  - bande S
  - bande SHF
  - bande SLF
  - bande U
  - bande UHF
  - bande ULF
  - bande V 
  - bande VHF
  - bande VLF
  - bande W
  - bande X
- basse fréquence
- loi de Biot et Savart
- biréfringence
- bobine
- bolomètre
- boucle de courant
- boussole
- incidence de Brewster

## C
- candela
- causalité (principe de)
- champ
  - champ diffracté
  - champ électrique
  - champ électromagnétique
  - champ incident
  - champ magnétique
  - champ magnétique terrestre
  - champ scalaire
  - champ vectoriel
- charge électrique
- coefficients de Fresnel
- condensateur
- condition d'onde sortante
- condition de Neumann
- condition de rayonnement de Sommerfeld
- conductivité
- conservation de la charge
- constante diélectrique
- constante de structure fine
- constante magnétique
- coulomb (unité)
- courant
  - courant alternatif
  - courant continu
  - courant superficiel

## D
- d'alembertien
- dégénérescence
- densité de courant
- densité d'énergie électromagnétique
- déplacement électrique
- dépendance temporelle
- développement de Rayleigh
- diagramme de rayonnement
- diamagnétisme
- dichroïsme circulaire
- différence de marche
- diffraction
- diffusion des ondes
  - diffusion Compton
  - diffusion de Mie
  - diffusion de Rayleigh
  - diffusion Raman
  - diffusion Thomson
- dipôle électrostatique
- dipôle magnétique
- dipôle magnétique d'une sphère
- Dirichlet (condition de)
- dispersion
- dispersion (courbe de)
- doublet

## E
- effet Aharonov-Bohm
- effet Faraday
- effet Hopkinson
- effet Kerr
- effet Meissner
- effet magnétocalorique
- effet Pockels
- effet Zeeman
- électroaimant
- électrodynamique
  - électrodynamique classique
  - électrodynamique des milieux continus
  - électrodynamique quantique
- électrohydrodynamique
- électromagnétisme
- électrostatique
- électricité
- énergie électrique
- énergie électromagnétique
- équation de Bessel
- équation eikonale
- équation de Helmholtz
- équation de propagation des ondes
- équation intégrale
- équation de Laplace
- équations de Maxwell
- équations de Maxwell harmoniques
- équations de Poisson

## F
- facteur de qualité (d'une cavité)
- faisceau gaussien
- farad
- Faraday (effet)
- fentes de Young
- ferrimagnétisme
- ferromagnétisme
- ferrofluide
- fibre optique
- filtre à spin
- flux du champ magnétique
- fonction de Bessel
- fonction de Green
- fonction de Hankel
- fonction de Langevin
- fonction de Neumann
- force électromagnétique
  - forces de Debye
  - forces de Keesom
  - force de Laplace
  - forces de London
  - force de Lorentz
  - force de rayonnement
  - force de Van der Waals
  - force électromotrice
- fréquence
  - fréquence de coupure
  - fréquence plasma
- front d'onde
- formule des réseaux

## G
- gain
- gamma (unité magnétique)
- gauss (unité)
- Gauss (théorème de)
- Green (fonction de)
- Green (théorème de)
- guidage
- guide d'ondes

## H
- haute fréquence
- henry (unité)
- hertz
- holographie
- hologramme
- hyperfréquences
- hypothèse de Rayleigh

## I
- impédance
  - impédance caractéristique
  - impédance d'un milieu
  - impédance du vide
  - impulsion du champ
- indice de réfraction
- indice optique
- inductance
- induction électrique
- induction magnétique
- infrarouge
- instabilité électrothermique
- intensité de champ magnétique
- interférence
- interféromètre
  - interféromètre de Fabry-Pérot
  - interféromètre de Fresnel
  - interféromètre de Michelson
  - interféromètre de Mach-Zehnder

## J
- jauge de Coulomb
- jauge de Lorentz
- joule
- Joule (effet)

## L
- laser
- lentille
- lidar
- loi
  - loi de Faraday
  - loi d'Ohm
- longueur d'onde
- lumen (unité)
- lumière
- lux

## M
- magnétisme
- magnétohydrodynamique
- magnéton de Bohr
- magnétorésistance
- magnétosphère
- métal
- métal infiniment conducteur
- métamatériaux
- matériau ohmique
- micro-ondes
- milieu l.h.i
- milieu parfait
- milieu non local
- mode
- mode TE
- mode TM
- modèle de la double couche de Helmholtz
- moment magnétique

## O
- ohm
- onde électromagnétique
  - onde cylindrique
  - onde évanescente
  - onde plane
  - onde propagative
  - onde sphérique
  - onde stationnaire
  - onde T.E.M
- opérateur
  - opérateur divergence
  - opérateur Nabla
  - opérateur rotationnel
  - opérateur laplacien
- optique
  - optique de Fourier
  - optique planaire
  - optique ondulatoire
  - optique physique

## P
- paquet d'onde
- paramagnétisme
- perméabilité
- permittivité
- phase
- photoélectrique (effet)
- plasmon
- plasmon de surface
- polarisation (optique)
- polariton
- pôle magnétique
- pollution électromagnétique
- potentiel électrique
- potentiel retardé
- potentiel vecteur du champ magnétique
- pression de radiation
- principe de Huygens-Fresnel
- propagation des ondes

## Q
- quasi stationnaire (état)
- quasi-cristaux
- quasi-optique

## R
- radiation
- radio
- radioactivité
- rayon
  - rayon gamma
  - rayon X
- rayon de Larmor
- rayonnement électromagnétique
- rayonnement continu de freinage
- rayonnement solaire
- réflexion
- réflexion totale
- réfraction
- réfraction négative
- relation de Lorentz
- relations constitutives
- relation de dispersion
- relations de Kramers-Kronig
- relations de passage
- relations de réciprocité
- relaxation
- réluctance
- réseau
  - réseau de diffraction
  - réseau échelette
  - réseaux d'antennes
- réseau isofréquence synchrone
- résonance
- résonance plasma
- résistance (électricité)

## S
- semi-stationnaire (régime)
- siemens (unité)
- signal analytique
- sinusoïde
- slab
- slab symétrique
- solution élémentaire de l'équation de Helmholtz
- solution élémentaire de l'équation des ondes
- source
- Stokes
- Stokes (théorème de)
- susceptibilité électrique
- susceptibilité magnétique
- superparamagnétisme
- S.W.R

## T
- température de Curie
- température électromagnétique
- temps de vol
- tenseur des contraintes électromagnétiques
- térahertz
- tesla (unité)
- théorème optique
- théorème de réciprocité de Lorentz
- T.O.S
- transfert de rayonnement
- transformation conforme
- transformation de Fourier
- transformation de Hilbert
- transformation de jauge
- transparence (bande de)

## U
- ultra haute fréquence
- ultra-réfraction
- ultraviolet

## V
- valeur propre
- vecteur
  - vecteur complexe
  - vecteur d'onde
  - vecteur densité de courant
  - vecteur de Poynting
- verre de spin
- vide électromagnétique
- visible
- vitesse de groupe
- vitesse de l'électricité
- vitesse de paquet
- vitesse de phase
- vitesse de signal
- volt
- voltmètre

## W
- watt
- wattmètre
- weber (unité)

## Y
- Yagi (antenne)
- Yasuura (suites de)

## Z
- zigzag